# Švédské fotbalové mistrovství 1896
První ročník Svenska mästerskapet i fotboll 1896 (česky: Švédské fotbalové mistrovství) se konalo 8. srpna 1896 na stadionu Olympia v Helsingborgu. Hrál se jedno utkání mezi kluby z Göteborgu, Örgryte IS a Idrottens Vänner. Utkání skončilo 3:0 pro Örgryte IS a získaly tak první titul.